# Силвер Спрингс (Њујорк)
Силвер Спрингс (енгл. Silver Springs) град је у америчкој савезној држави Њујорк.

## Демографија
По попису из 2010. године број становника је 782, што је 62 (-7,3%) становника мање него 2000. године.
| Група             | 2000.       | 2010.       |
| Белци             | 824 (97,6%) | 754 (96,4%) |
| Афроамериканци    | 2 (0,2%)    | 2 (0,3%)    |
| Азијати           | 1 (0,1%)    | 0 (0,0%)    |
| Хиспаноамериканци | 8 (0,9%)    | 13 (1,7%)   |
| Укупно            | 844         | 782         |